# آیا کلاکوکا
آیا کلاکوکا (لتونیایی: Aija Klakocka؛ زادهٔ ۱۷ اکتبر ۱۹۸۶) بازیکن بسکتبال زن اهل لتونی است.
از باشگاه‌هایی که در آن بازی کرده‌است می‌توان به باشگاه فوتبال ویدزف ووچ اشاره کرد.